# Maebara Issei

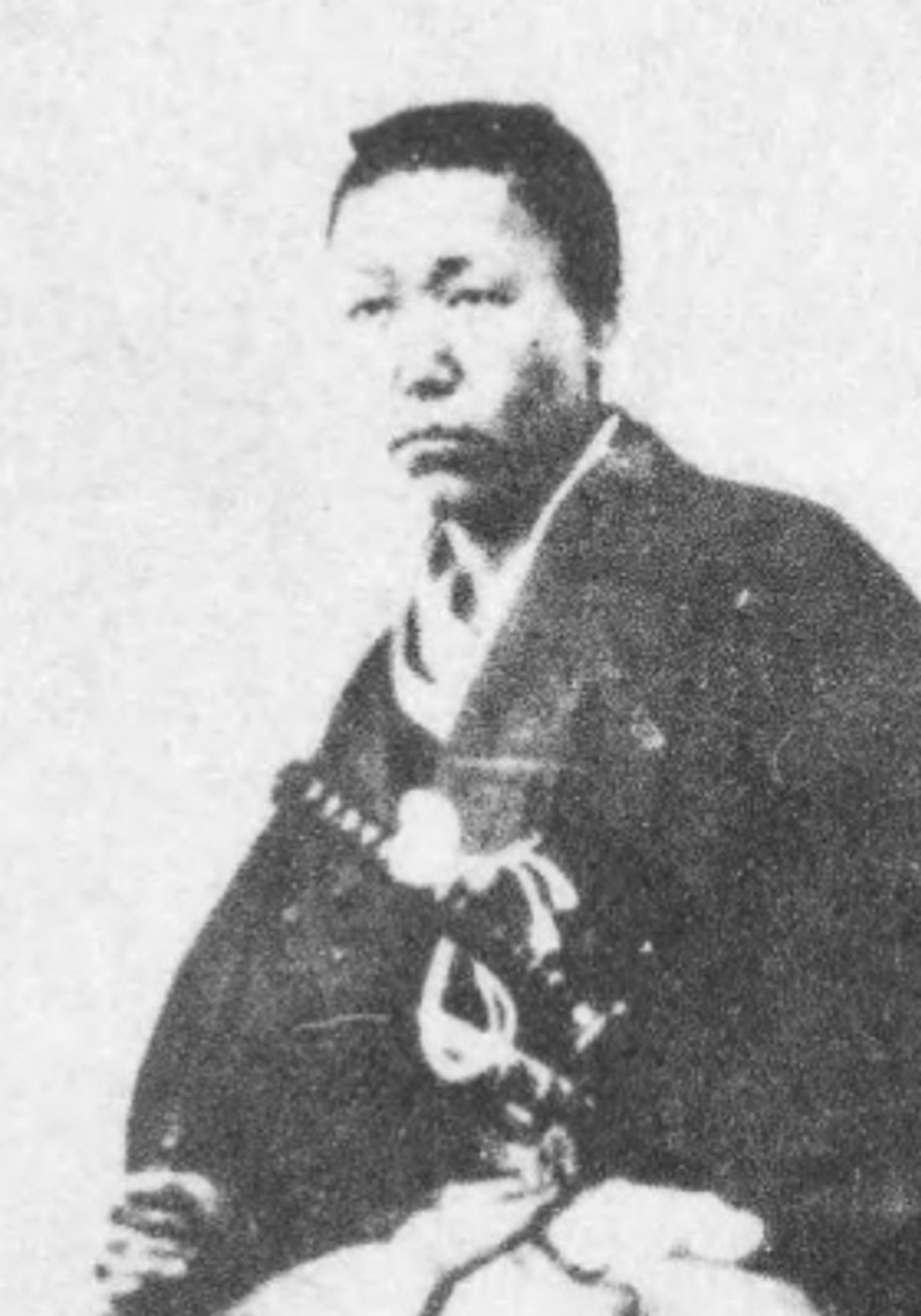
Maebara Issei

Maebara Issei (japanisch 前原 一誠; geboren 2. April 1834 in Hichibara (Provinz Nagato); gestorben 3. Dezember 1876 in Hagi) war ein japanischer Samurai, Patriot und Politiker vom Ende der Edo-Zeit bis zum Anfang der Meiji-Zeit.

## Leben und Wirken
天保5年3月24日
Maebara Issei war der älteste Sohn von Sasei Hikoshichi Sasei (佐世 彦七), einem Samurai aus der Chōshū-Domäne. Seine Mutter war das jüngste Kind ihrer Familie. Zuerst wurde er Yajūrō (八十郎) genannt, dann Hikotarō (彦太郎). Im Jahr 1857 trat er in die von Yoshida Shōin geleitete Schule der Domäne „Shōkasonjuku“ (松下村塾) ein. Er wurde von seinen Lehrern sehr geschätzt, die sagten, dass seine „Ehrlichkeit unübertroffen sei“.
Im Jahr 1860 wurde Maebara für ein Studium in Nagasaki ausgewählt, und nach seiner Rückkehr in die Domäne studierte er „Westliche Wissenschaften“ (Rangaku) an der entsprechenden Schule der Domäne. Doch im folgenden Jahr, 1860, musste er krankheitsbedingt eine Pause einlegen. 1862 versuchte er, gemeinsam mit Kusaka Genzui (1840–1864) und anderen Mitgliedern der „Sonnō jōi“-Fraktion, sich von der Feudalherrschaft zu lösen und Nagai Uta (1819–1863) zu ermorden, der sich für ein gemäßigtes Vorgehen einsetzte. Aufgrund des „Zwischenfalls vom 18. August“ (八月十八日の政変, Hachigatsu jūhachinichi no seihen) verließ Maebara am Anfang des folgenden Jahres die Hauptstadt und diente unter dem Hofadeligen Sanjō Sanetomi (1837–1891) und andere sieben Adeligen, die sich auf die Chōshū-Domäne verließen.
1864 stellte Maebara zusammen mit Takasugi Shinsaku (1839–1867) eine Armee auf und übernahm die Macht im Herrschaftsbereich der Domäne. Im folgenden Jahr, 1865, wurde er Anführer des „Jōtai dōtori“ (城隊頭取). Etwa zu dieser Zeit änderte er seinen Nachnamen in Maehara. Während der kriegerischen Auseinandersetzung mit dem Shogunat im Jahr 1866 entsandte er im Rahmen der Ausbildung seiner Mitarbeiter Truppen nach Kokuraguchi (小倉口). Während des Boshin-Krieges im Jahr 1868 wirkte er bei der Eroberung der Region Aizu als Stabsoffizier des Generalgouverneurs von Echigoguchi (越後口). Dabei sympathisierte er mit dem Samurai-Geist und der Haltung der Aizu-Feudalherren. Im September desselben Jahres wurde er Richter in der Präfektur Niigata und war für die Zivilverwaltung der Region Echigo (越後地方, Echigo chihō) verantwortlich.
Maebara beschloss jedoch oft, Dinge auf eigene Faust zu erledigen, ohne den Anweisungen der Zentralregierung zu folgen. So kam es zu Konflikten mit Kido Takayoshi. Obwohl er im Juli 1873 zum Stadtrat ernannt wurde, war er mit der Politik der Regierung, Reformen zu beschleunigen, nicht einverstanden, weshalb er im September des folgenden Jahres zurücktrat und in seine Heimatstadt zurückkehrte.
1876 brachte Maebara die Samurai der Präfektur Yamaguchi zusammen und stellte eine Armee auf, um die Regierung zu reformieren, was als „Hagi-Aufstand“ in die Geschichte eingegangen ist. Er wurde gefangen genommen und hingerichtet.